# Martin Eberts

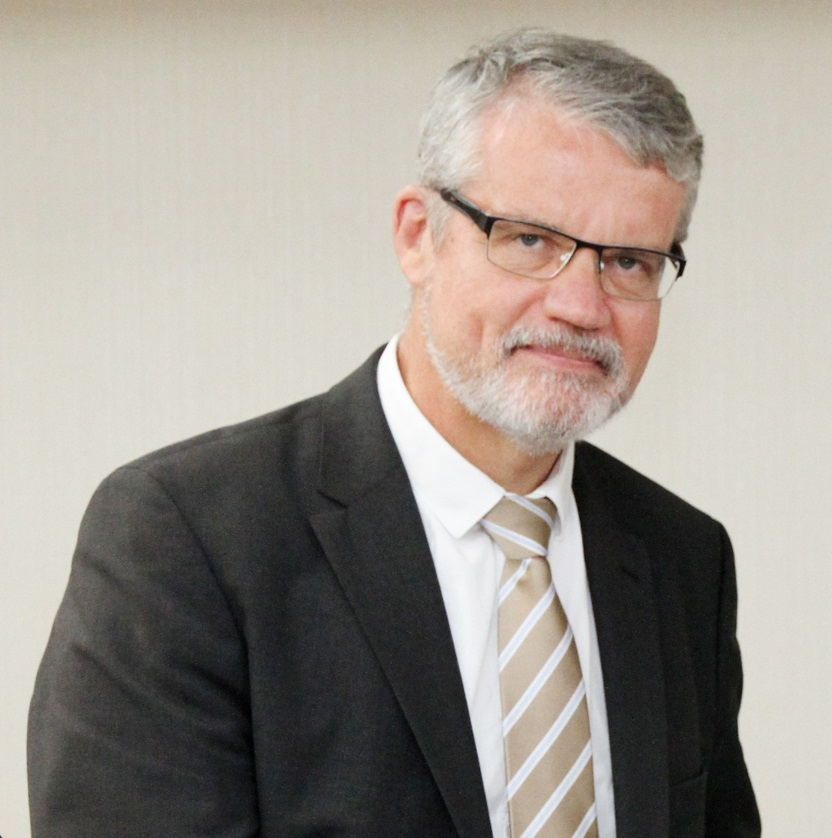
Martin Eberts

Martin Eberts (* 1957) ist ein ehemaliger deutscher Diplomat. Er war Generaldirektor des Deutschen Instituts in Taiwan.

## Leben
Eberts absolvierte nach dem Abitur ein Studium der Fächer Geschichtswissenschaft, Literaturwissenschaft und Theologie an der Rheinischen Friedrich-Wilhelms-Universität Bonn.

## Laufbahn
1986 begann Eberts den Vorbereitungsdienst für den höheren Auswärtigen Dienst und war nach dessen Abschluss zwischen 1988 und 1991 Referent für Presse- und Öffentlichkeitsarbeit an der Botschaft in Ungarn sowie anschließend von 1991 bis 1993 Referent für Mitteleuropa im Auswärtigen Amt in Bonn. Er fungierte zwischen 1993 und 1997 als Referent für Politik, Presse- und Öffentlichkeitsarbeit an der Botschaft in Saudi-Arabien. Von 1997 bis 1998 nahm er an einem Austauschprogramm mit dem Außenministerium von Frankreich teil und war dort in dieser Zeit Referent für Osteuropa-Angelegenheiten, ehe er zwischen 1998 und 2001 Stellvertretender Leiter der Wirtschafts- und Handelsabteilung an der Botschaft in Frankreich war.
Nach seiner Rückkehr nach Deutschland arbeitete Eberts von 2001 bis 2005 als Vortragender Legationsrat im Planungsstab des Auswärtigen Amtes in Berlin und war daraufhin zwischen 2005 und 2009  Leiter der Politikabteilung an der Botschaft in Japan. Daraufhin fungierte er von 2009 bis 2012 als Leiter des Referats für deutsche Kulturinstitutionen im Ausland im Auswärtigen Amt, ehe er zwischen 2012 und 2014 Leiter der Abteilung für Wirtschaft und globale Fragen an der Botschaft in Brasilien war.
Im August 2014 wurde Eberts als Nachfolger von Michael Zickerick Generaldirektor des Deutschen Instituts Taipei und fungierte bis zum Juli 2018 als diplomatischer Vertreter der Bundesrepublik Deutschland in Taiwan. Sein Nachfolger wurde ab dem 30. Juli 2018 Thomas Prinz. Im 2018 wurde Eberts Leiter der Politischen Abteilung an der Botschaft in Indonesien. Im Juli 2020 wechselte er nach Japan auf den Posten des Generalkonsuls am Generalkonsulat Osaka-Kobe. Im Sommer 2023 trat er in den Ruhestand.